# Distretto di Vevey
Il distretto di Vevey è stato un distretto del Canton Vaud, in Svizzera. Confinava con i distretti di Lavaux a ovest, di Pays-d'Enhaut a est e di Aigle a sud-est, con il Canton Friburgo (distretti di Veveyse e di Gruyère) a nord, con il Canton Vallese (distretto di Monthey) e con la Francia (dipartimento dell'Alta Savoia nel Rodano-Alpi) a sud. Il capoluogo era Vevey. Comprendeva una parte del lago di Ginevra.
In seguito alla riforma territoriale entrata in vigore nel 2008 il distretto è stato soppresso e i suoi comuni sono entrati a far parte del distretto della Riviera-Pays-d'Enhaut.
Amministrativamente era diviso in 4 circoli e 10 comuni:

## Corsier
- Corsier-sur-Vevey

## La Tour-de-Peilz
- Blonay
- La Tour-de-Peilz
- Saint-Légier-La Chiésaz

## Montreux
- Montreux-Châtelard
- Montreux-Planches
- Veytaux

## Vevey
- Vevey